# Umowa darowizny

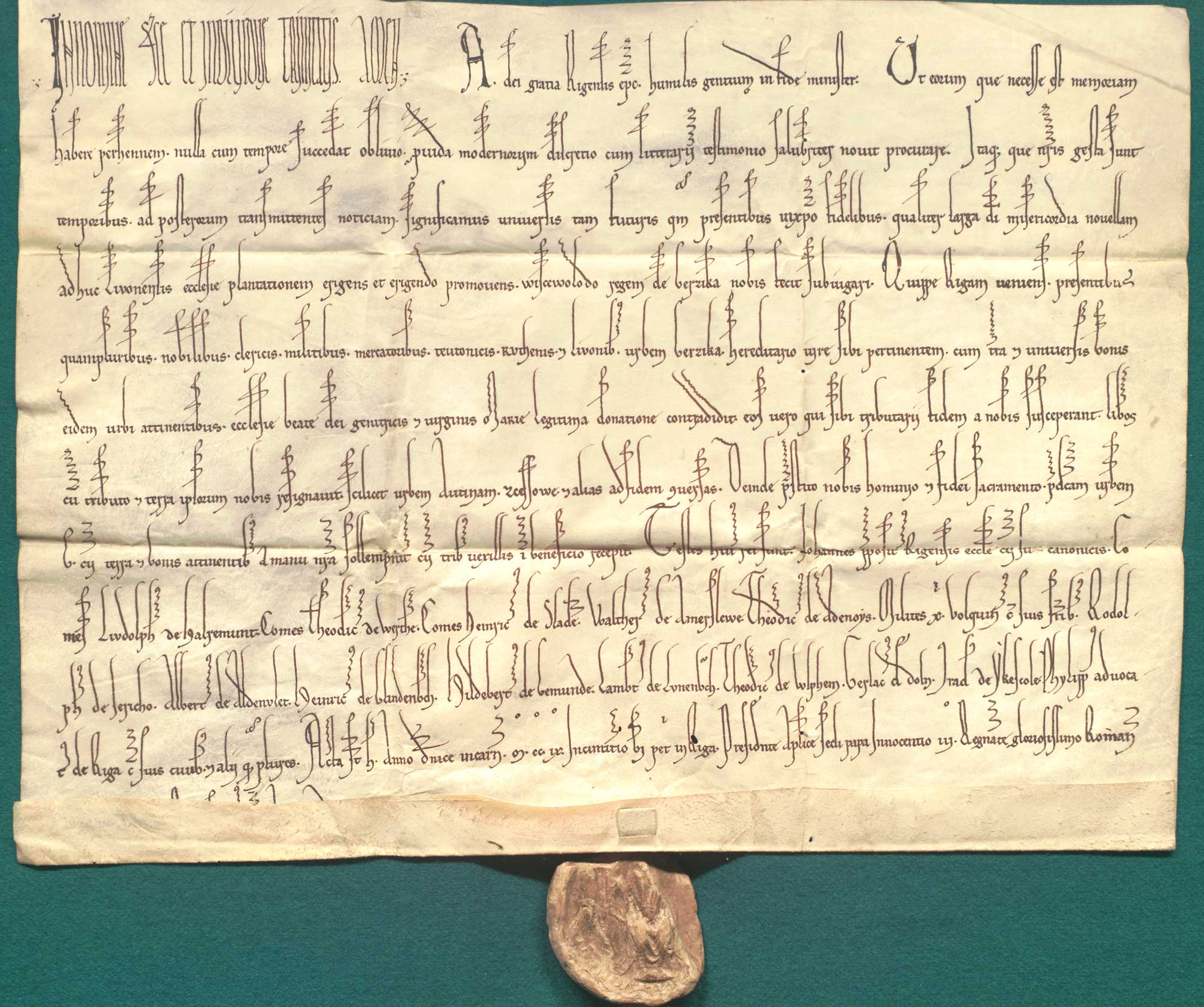
Akt darowizny z 1209 roku potwierdzający darowiznę Wiscevolodusa, który oddał kościołowi Panny Marii w Rydze swoje dobra: miasto Berzika, Autinam oraz Zessow.

Umowa darowizny – rodzaj umowy nazwanej prawa cywilnego, która ma na celu nieodpłatne przysporzenie obdarowanemu korzyści (wzbogacenie obdarowanego) kosztem majątku darczyńcy.
W prawie polskim przepisy dotyczące darowizny są zawarte w księdze trzeciej (tytuł XXXIII) Kodeksu cywilnego. W przypadku darowizny między osobami fizycznymi stopień pokrewieństwa wpływa na wysokość opodatkowania darowizny.

## Strony umowy
- Darczyńca – jako strona zobowiązująca się do dokonania przysporzenia.
- Obdarowany – jako strona, na której rzecz darowizna jest dokonywana.

## Wielość podmiotów
Po każdej ze stron umowy darowizny może występować więcej niż jeden podmiot. Dotyczy to również sytuacji, gdy istnieje możliwość zbycia (darowania) i nabycia udziałów w niepodzielnym przedmiocie; np. współwłaściciele mogą darować swoje udziały w nieruchomości jednemu podmiotowi, który stanie się w ten sposób wyłącznym właścicielem tej nieruchomości. Tak samo właściciel może darować udziały w nieruchomości kilku podmiotom. Podmioty te staną się jej współwłaścicielami w określonych przez darczyńcę częściach.

## Bezpłatność świadczenia
Zobowiązanie się darczyńcy do bezpłatnego świadczenia na rzecz obdarowanego kosztem swego majątku należy do istoty umowy darowizny. Przy świadczeniu w pełni odpłatnym (przy ekwiwalentnym świadczeniu drugiej strony) nie ma mowy o umowie darowizny. W takiej sytuacji zazwyczaj dochodzi do zawarcia umowy sprzedaży.

## Przedmiot darowizny
Przedmiotem darowizny mogą być wszelkie prawa majątkowe, a także prawa niemające wartości majątkowej, jeżeli tylko mają jakąś wartość dla konkretnych stron umowy.

## Forma umowy
Oświadczenie darczyńcy powinno być pod rygorem nieważności złożone w formie aktu notarialnego, jednakże umowa darowizny zawarta bez zachowania tej formy staje się ważna, jeżeli przyrzeczone świadczenie zostało spełnione. Wymóg aktu notarialnego jest podyktowany chęcią dania darczyńcy czasu na przemyślenie swej decyzji i niezobowiązywania go w razie jej zmiany.  Czynności nieodpłatne są chronione przez prawo zdecydowanie słabiej niż odpłatne. Przy niektórych formach darowizny (np. gdy przedmiotem darowizny jest nieruchomość albo spadek) wymóg spisania aktu notarialnego dotyczy obydwu stron umowy.

## Cofnięcie darowizny
Darowiznę może odwołać darczyńca, gdy obdarowany zachował się w stosunku do niego w sposób rażąco niewdzięczny. Stosuje się wtedy przepisy o bezpodstawnym wzbogaceniu. Odwołanie darowizny musi być wyrażone na piśmie i jest niedopuszczalne, jeśli darczyńca przebaczył obdarowanemu. Nie można darowizny odwołać, gdy czyni ona zadość zasadom współżycia społecznego (np. darowanie dziecku ubrań przez matkę).

## Odpowiedzialność darczyńcy
Darczyńca odpowiada za szkody wyrządzone przez przedmiot darowizny tylko w razie winy umyślnej lub rażącego niedbalstwa. W razie niespełnienia obiecanego świadczenia odsetki mogą być liczone dopiero od dnia wytoczenia powództwa. 

## Niedostatek darczyńcy
Jeżeli darczyńca popadnie w niedostatek, obdarowany zobowiązany jest (w granicach istniejącego jeszcze wzbogacenia) dostarczać darczyńcy środków do życia lub może zwolnić się od tego obowiązku, zwracając równowartość darowizny.

## Podatek od darowizny
Opodatkowanie darowizny jest ściśle związane z grupą podatkową, do której należy osoba obdarowywana. Każdej grupie przyporządkowana jest również kwota wolna od podatku. Wyróżniamy cztery typy grup podatkowych:
- Grupa 0 (wydzielona z grupy 1) – małżonek, rodzeństwo, zstępni (czyli m.in. syn, wnuki, prawnuki itd.), wstępni (czyli m.in. matka, ojciec, dziadkowie, pradziadkowie itd.), ojczym, macocha oraz pasierb
- Grupa 1 – grupa 0 oraz teściowie, zięć, synowa
- Grupa 2 – rodzeństwo rodziców, zstępni i małżonkowie rodzeństwa, małżonkowie rodzeństwa małżonków, zstępni i małżonkowie pasierbów, małżonkowie innych zstępnych
- Grupa 3 – osoby nieuwzględnione w poprzednich grupach

Uniknięcie opodatkowania darowizny możliwe jest poprzez złożenie odpowiedniego dokumentu do urzędu skarbowego w terminie 6 miesięcy od jej otrzymania. Całkowite uniknięcie opodatkowania dotyczy wyłącznie zawężonej grupy 0 i jest niezależna od wartości darowizny, a konieczność jej zgłoszenia dotyczy wartości powyżej kwoty wolnej od podatku dla grupy 1, czyli 9367 zł. Kwota wolna od podatku dla grupy 2 wynosi 7276 zł, a dla grupy 3 – 4902 zł. Kwoty te uwzględniają sumę wszystkich darowizn od tej samej osoby przez okres 5 lat.

## Konsekwencje niezgłoszenia darowizny
Każda darowizna powyżej podanych wyżej wartości powinna być zgłoszona organom podatkowym, jej niezgłoszenie uważane jest za oszustwo podatkowe. Podatnik może zostać pociągnięty do odpowiedzialności karnej skarbowej, a kara w zależności od nadwyżki poza przyjęte limity, a także stopień pokrewieństwa może wynosić od 3% do 20%.